# HD 217877
HD 217877，又名BD-05 5917，SAO 146482、HR 8772，是一颗恒星，视星等为6.68，位于銀經69.23，銀緯-56.02，其B1900.0坐标为赤經22h 58m 44.7s，赤緯-5° -56.02′ 5″。